# U.S. English
U.S. English je lobbystická skupina ve Spojených státech amerických. Jejím cílem je zavést v této zemi angličtinu jako úřední jazyk. Byla založena v roce 1989 americkými senátory S. I. Hayakawou a Johnem Tantonem. Je součástí širšího politického hnutí Jen anglicky.